# Koirajärvi (sjö i Finland, Lappland, lat 65,97, long 27,10)
Koirajärvi är en sjö i Finland. Den ligger i kommunen Ranua i landskapet Lappland, i den norra delen av landet, 700 km norr om huvudstaden Helsingfors. Koirajärvi ligger 179 meter över havet. Arean är 45,6 hektar och strandlinjen är 3,87 kilometer lång. Sjön  ingår i Ijo älvs huvudavrinningsområde. 